# Вальдхоф (футбольный клуб)
«Вальдхоф» (нем. SV Waldhof Mannheim 07) — немецкий футбольный клуб из города Мангейм, в настоящий момент выступает в 3-й лиге, третьем по силе дивизионе страны.

## История
Клуб основан в 1907 году, домашние матчи проводит на арене «Карл-Бенц-Штадион», вмещающей 27 000 зрителей. За свою историю «Вальдхоф» провел семь сезонов в первой Бундеслиге, последним из которых является сезон 1989-90. Лучшим достижением клуба в чемпионатах Германии является 6-е место в сезоне 1984-85.
Клуб одним из первых в Германии продал своё официальное название спонсору. В 1972 году команда получила своё новое имя — «Chio Waldhof 07» по названию фирмы производителя чипсов «Chio». За это клуб получил от спонсора 190 000 марок. В 1978 году клуб вернул себе прежнее название — «SV Waldhof Mannheim 07».

## Достижения
- Финалист кубка Германии: 1939
- Победитель Второй Бундеслиги: 1983